# Idaea allongata
Idaea allongata là một loài bướm đêm trong họ Geometridae.